# Autódromo Moisés Solana
El Autódromo Moisés Solana está localizado en el Epazoyucan, México. Se ubica en la Zona Metropolitana de Pachuca, cerca de Pachuquilla. El autódromo lleva el nombre de Moisés Solana fue inaugurado en 1988, es comúnmente denominado como Autódromo de Pachuca.

## Trazado

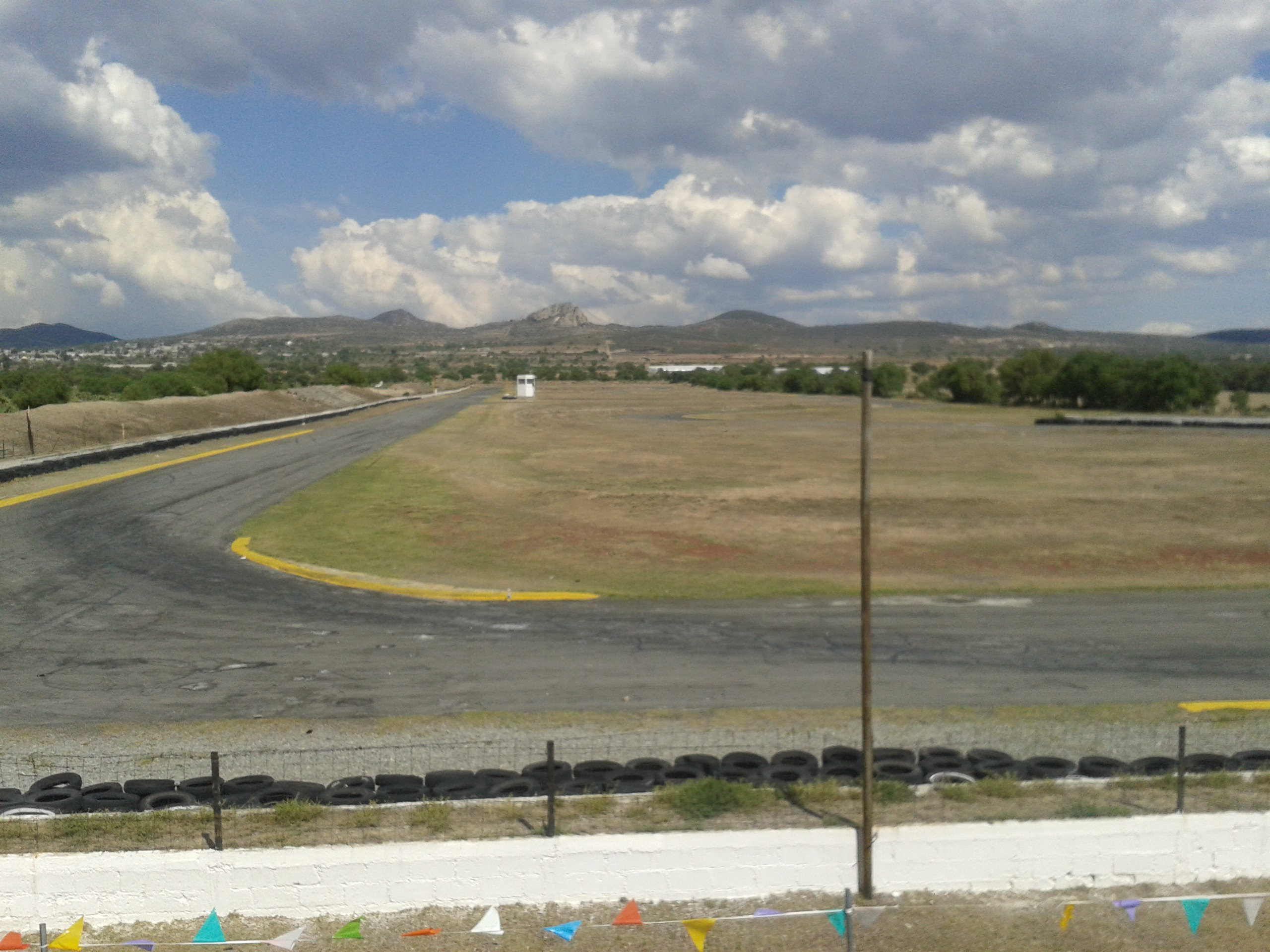
Trazado visto desde las gradas del autódromo.

Cuenta con 1750 m de longitud por 12 m de ancho, en este recinto se realizan competencias de automovilismo y motociclismo a nivel local y nacional.  Dentro de su infraestructura cuenca con zona de espectadores que alberga aproximadamente a 10 000 personas y además un estacionamiento público con capacidad para 2000 vehículos.
En el área de pista, con una calle de boxes, estacionamiento para vehículos de competencia y servicio, rampa de alineación y parque cerrado entre otros espacios.